# Ruud Sandberg
Jhr. Rudolphe Georges Peter (Ruud) Sandberg (Hilversum, 10 augustus 1940) is een Nederlands politicus van de VVD.

## Familie
Hij werd geboren als lid van de familie Sandberg en zoon van jhr. Adolphe Théodore Georges Sandberg (1912-2004), directeur van de Nederlandse Ski Vereniging, en diens eerste echtgenote Ida Allewissa Valentina Gerarda Gerrits (1910-1940). Zijn moeder overleed drie weken na zijn geboorte. Hij trouwde in 1964 met Ida Clasina Maria Knibbeler met wie hij twee zonen kreeg.

## Loopbaan
Na de mulo in Nijmegen deed hij eerst de Luchtvaart Technische School (LTS) in Scheveningen en daarna volgde hij een opleiding tot arbeidsanalist bij het Nederlands Instituut voor Efficiency (NIVE). Later heeft Sandberg ook als stafmedewerker gewerkt bij het NIVE. Vanaf september 1974 was hij ruim 18 jaar wethouder van Breda. Begin 1993 ging hij weer terug naar het bedrijfsleven en ging werken als zelfstandig organisatieadviseur. In mei 1995 werd Sandberg de waarnemend burgemeester van Hooge en Lage Zwaluwe wat hij zou blijven tot die gemeente op 1 januari 1997 opging in de fusiegemeente Made (later hernoemd tot de 'gemeente Drimmelen').